# HD 161693
HD 161693 eller Alruba  är en misstänkt dubbelstjärna i den södra delen av stjärnbilden Draken. Den har en kombinerad skenbar magnitud av ca 5,76 och är svagt synlig för blotta ögat där ljusföroreningar ej förekommer. Baserat på parallax enligt Gaia Data Release 2 på ca 7,1 mas, beräknas den befinna sig på ett avstånd på ca 457 ljusår (ca 140 parsek) från solen. Den rör sig närmare solen med en heliocentrisk radialhastighet på ca -2 km/s.

## Nomenklatur
HD 161693 fick namnet Alruba i NameExoWorlds-kampanjen som 2019 anordnades av International Astronomical Union. Al Aruba var det traditionella arabiska namnet på stjärnan. Namnet står för ”en ung kamel född på våren”, en del i asterismen Moder Kamel i tidig arabisk astronomi.

## Egenskaper
Primärstjärnan HD 161693 A är en vit till blå stjärna i huvudserien av spektralklass A0 V. Den har en massa som är ca 3 solmassor, en radie som är ca 4 solradier och har ca 147 gånger solens utstrålning av energi från dess fotosfär vid en effektiv temperatur av ca 9 200 K.
HD 161693 är misstänkt spektroskopisk dubbelstjärna. Den är en källa till röntgenstrålning, vilken sannolikt kommer från den ännu icke observerade följeslagaren.